# Lista över offentlig konst i Strömstads kommun
Lista över offentlig konst i Strömstads kommun är en ofullständig förteckning över utomhusplacerad offentlig konst i Strömstads kommun.
| Titel                            | Konstnär(er)                               | Årtal | Beskrivning                                      | Typ - material                     | Stadsdel/ort | Plats Koordinater                                      | Bild                  |
| -------------------------------- | ------------------------------------------ | ----- | ------------------------------------------------ | ---------------------------------- | ------------ | ------------------------------------------------------ | --------------------- |
| Lekande uttrar                   | Georg Ganmar                               |       |                                                  | Skulptur - Brons                   |              | Springbrunn vid Surbrunnsgatan koordinater saknas      |                       |
| Emilie Flygare-Carlén            | Carl Fagerberg                             |       |                                                  | Skulptur - Brons                   |              | Emilieparken, Karlsgatan. koordinater saknas           | Emilie Flygare-Carlén |
| Sittsten                         | Thina Segerström                           |       |                                                  | Skulptur - Granit                  |              | Badhusplatsen (Oscarsplatsen) koordinater saknas       |                       |
| Strömstads stadsvapen            | Thina Segerström                           |       |                                                  | Skulptur - Granit                  |              | Badhusplatsen (Oscarsplatsen) koordinater saknas       |                       |
| Göran Helsin o Göran Svenningson | Okänd                                      |       |                                                  | Staty - Brons                      |              | Oscarsplatsen koordinater saknas                       |                       |
| Lamm                             | Kajsa Mattas                               | 2012  |                                                  | Skulptur - Brons                   |              | Skulpturparken på Sydkoster koordinater saknas         |                       |
| Krets                            | Britt Ignell                               | 2005  |                                                  | skulpturgrupp - brons              | Tjärnö       | Tjärnö marinbiologiska laboratorium koordinater saknas | Krets                 |
| Kostervalsen                     | Bo Danell Sven-Olof Strandberg Roger Skarp | 1993  | skulptur över David Hellström och Göran Svenning | skulptur                           | Strömstad    | Oscarsplatsen 58.93796, 11.17356                       | Kostervalsen          |
| Lotusblomman                     | Ann Carlsson Korneev                       | 1992  |                                                  |                                    | Norra Långö  | stenträdgården på Alaska koordinater saknas            |                       |
| Port mot väster                  | Claes Hake                                 | 2009  |                                                  | granit från Tossene, Bovallsstrand | Strömstad    | på Laholmsspetsen koordinater saknas                   |                       |
| Västkustflickan                  | Curt Hansson                               | 1961  |                                                  | brons                              | Strömstad    | Strömstads Stadspark koordinater saknas                |                       |
| Pojke med fiskar                 | Curt Hansson                               | 2001  |                                                  |                                    | Strömstad    | dammen i Strömsdalen 58.93857, 11.18014                |                       |
| Kvinda                           | Maria Sjöström                             | 2007  |                                                  | koppar, på granitpelare            | Strömstad    | Torget koordinater saknas                              |                       |

## Fotnoter
1. ↑  Bo Danell, efter teckning av Sven-Olof Strandberg, med stenfundament gjort av Roger Skarp
2. ↑  Ljusdesign utförd av Jörgen Ström